# Guahibos
Els guahibos o sikuanis o jivis o jiwis són un poble indígena que habita als Llanos de l'Orinoco, entre els rius Guaviare, Meta i Arauca, en els departaments colombians de Vichada, Meta (Puerto Gaitán i Mapiripán), Arauca, Guaviare i Guainía, i en Veneçuela a l'occident dels estats Amazones, Bolívar i al sud de l'Apure. Són aproximadament 40 mil persones, 26 mil a Colòmbia i 14 mil a Veneçuela. Formen el grup més nombrós de la zona d'influència del riu Orinoco. La seva llengua forma part de la família lingüística de les llengües guahibanes. Alguns autors han relacionat aquesta família amb la família arawak, com a emigrants de les Guaianes. Uns situen als sikuani com el tronc principal, uns altres com un subgrup. No obstant això Queixalós (1993) considera que les relacions entre guahibo i arawak són merament lèxiques, préstecs de paraules i no reflecteixen parentiu genètic.

## Ubicació geogràfica
estan situats en plans orientals, específicament en els departaments de Vichada, Meta, Casanare i Arauca, entre els rius dels mateixos departaments abans esmentats. Això comprèn entre els rius Orinoco i Manacacías a les vastes sabanes.

## Població
En 2005 el DANE reporta una població de 19.791 persones que s'autoreconeixen com sikuanis, dels quals el 51,1 % són homes i 48,9 % són dones (10 118 i 9673 persones, respectivament).
En aquests departaments es concentren el 90,8 % del Poble Sikuani. I l'1,4 % de la població Indígena a Colòmbia.
| Departament | Percentatge | Habitants |
| ----------- | ----------- | --------- |
| Arauca      | 4,5 %       | 891       |
| Meta        | 25,1 %      | 4.966     |
| Vichada     | 61,2 %      | 12.119    |

## Forma de vida
La sembra, recol·lecció i processament de la iuca amarga és una activitat principal a la qual es dediquen les dones, que utilitzen instruments de fibra, com l'espremedora o sebucán (yobot) i diverses cistelles. Amb la massa curada es prepara una truita o casabe i un gra de farina rostida o fariña, de la qual sempre disposen.
A més de la iuca, conreen plàtan, blat de moro, arròs, tomàquet, moniato, nyam, ají, pinya i canya de sucre. Encara que la recol·lecció de productes silvestres tendeix a disminuir, encara es manté.
La cacera amb arc i fletxa té el prestigi tradicional, en tant la pesca ha augmentat el seu pes en la dieta diària en la mesura que han incorporat massivament l'ús d'hams i xarxes, se sosté la fabricació de canoes i basses i algunes comunitats disposen de motors fora de borda. Moltes famílies crien gallines i porcs i algunes comunitats disposen de bestiar boví.
Els homes continuen sent hàbils teixidors i fabriquen les hamaques de fibres de cumare i moriche, canastres, esterillas, flautes i sebucanes. Les dones modelen els budares d'argila, fonamentals per a rostir la massa de iuca i algunes encara fabriquen olles, múcura i plats de fang.
Formen una societat patriarcal, en la qual la unitat familiar està constituïda per una parella major amb els seus fills solters, les filles i els seus esposos i nens. Resideixen en cases rectangulars amb sostre de palla de palmes, a les quals anteriorment cobrien fins al sòl amb fulles de platanillo per a protegir-se dels mosquits, pràctica substituïda per l'ús de toldos a les hamaques. Construeixen també campaments durant la cacera i, prop de la casa principal, una caseta per a les dones durant la menstruació. Quan la família creix massa, els gendres passen a formar la seva pròpia família.
Consideren com a família directa als pares, germans i fills, el mateix que els oncles del mateix sexe que els progenitors: germans del pare i germanes de la mare. Són família pròxima els cosins que siguin fills dels germans del pare i les germanes de la mare, que són identificats amb els germans, els nebots i nebodes fills de germans i els fills propis. Existeix una tercera categoria, els aliats que agrupa els germans de la mare i les germanes del pare, considerats com a sogres. Tenen tendència a l'endogàmia.
Cada grup té un nom, un territori i algunes particularitats lingüístiques, i és independent respecte als altres.

## Cosmovisió
Consideren l'univers com constituït per diversos nivells superposats: el superior la Via Làctia; el següent, el d'altres estrelles; després el de la terra que té mars a l'orient i a l'occident i solcant-los altres continents o mons; un nivell subterrani i un altre, més a baix, subaquàtic, sota la mar i les llacunes. Els mapes dels nivells superiors són coneguts pels sikuani, que tenen noms per a les estrelles i constel·lacions i usen el seu coneixement per a manejar el calendari i les estacions, així com per a guiar-se en viatjar.
La vinculació entre l'hàbitat quotidià i el macrocosmos està donada per elements imprescindibles en la vida dels Sikuani com l'aigua, les plantes i el territori.
Consideren que els béns de què gaudeix la humanitat provenen de l'acció de quatre germans: Tsmani, Liwirnei, Batatuaba i Kajuyali, que van pujar al cel i es poden veure en la constel·lació de les Plèiades. A més, Kutsikutsi va descobrir i va aconseguir derrocar, amb l'ajuda dels esquirols, l'arbre Kaliawirinai, del qual va brollar la vida, totes les plantes comestibles i cultivables i la solidaritat de la comunitat o Unuma. Tsamani va atorgar la medicina tradicional i el xaman (dopatubinü) pot comunicar-se amb ell mitjançant la inhalació del yopo (dopa).
Les dones se sotmeten a un ritual d'iniciació, el "rés del peix", que és un esdeveniment comunitari. La jove és reclosa en una caseta tancada amb estores (tulimabo), aïllada per diversos mesos i posada a dieta, per a participar finalment en la celebració. L' itomo és la cerimònia del segon funeral de tot difunt guajibo.

## Història
Una aquarel·la de Manuel María Paz de 1856 és una primera representació del poble guahibo de la província de Casanare.
Des de finals de la dècada de 1700 fins a almenys els anys setanta, els guahibos i els seus afins van patir violència severa, encara que esporàdica, de la mà de colons colombians i veneçolans. Episodis de violència inclosos en una massacre de més de dos-cents guahibos del 1870 organitzada pel propietari veneçolà Pedro del Carmen Gutiérrez. Durant aquest període es van organitzar festes de caça per dirigir-se als indígenes, el fenomen retratat a la novel·la La Vorágine de 1924 de José Eustasio Rivera. El 1912, l'oficial militar colombià Buenaventura Bustos va escriure una carta informant de la situació: "Els 'civilitzats' els eliminen amb bales i els persegueixen sense pietat, siguin on siguin, perquè tenen una convicció íntima, i això diuen sense vergonya cristiana, que poden assassinar salvatges com si estiguessin matant bèsties ".